# Funambulus pennantii
Funambulus pennantii är en däggdjursart som beskrevs av Wroughton 1905. Funambulus pennantii ingår i släktet Funambulus och familjen ekorrar. IUCN kategoriserar arten globalt som livskraftig.
Inga underarter finns listade i Catalogue of Life. Wilson & Reeder (2005) skiljer mellan två underarter.
Artepitet i det vetenskapliga namnet hedrar den brittiska naturforskaren Thomas Pennant.

## Utseende
Denna ekorre blir cirka 23 till 36 cm lång från nosen till svansens spets. Själva svansen har ungefär halva längden av övriga kroppen. Vikten är något mindre än 150 gram. På ryggen har pälsen en gråbrun till svart färg. Kännetecknande är tre längsgående ljusa strimmor på ovansidan. På huvudet kan pälsen vara mera rödaktig.

## Utbredning och habitat
Artens utbredningsområde sträcker sig från sydöstra Iran över Pakistan och södra Nepal till centrala Indien. I bergstrakter når Funambulus pennantii 4000 meter över havet. Habitatet varierar mellan mera torra skogar, buskskogar, gräsmarker, stadsparker och odlade regioner.

## Ekologi
Individerna är aktiva på dagen. De klättrar i växtligheten eller går på marken. Vanligen bildar cirka 10 individer en flock. För kommunikationen har de skrik som påminner om fåglarnas kvittrande. Födan utgörs av olika växtdelar som frön, blommor, blad och unga växtskott samt av insekter och fågelungar.
Flockens hannar strider om rätten att para sig. Honor kan ha flera kullar per år och olika kullar kan ha olika fäder. Dräktigheten varar 40 till 45 dagar och sedan föds en till fem ungar, oftast tre. Honan bygger innan ett bo där födelsen sker. Två månader efter födelsen slutar honan med digivning och 4 till 9 månader senare blir ungarna könsmogna. Livslängden i naturen är okänd. En individ som hölls 5 år i fångenskap iakttogs nästan 2 år senare levande i naturen.